# Liste des chapelles du Puy-de-Dôme
 (novembre 2024).
La liste des chapelles du Puy-de-Dôme présente les chapelles de culte catholique situées sur le territoire des communes du départements français du Puy-de-Dôme.
Il est fait état des diverses protections dont elles peuvent bénéficier, et notamment les inscriptions et classements au titre des monuments historiques.
Toutes sont situées dans l'archidiocèse de Clermont.

## Liste
| Chapelle                                                                               | Commune                  | Adresse | Coordonnées                      | Notice         | Protection                                                                                         | Date | Illustration                                                  |
| -------------------------------------------------------------------------------------- | ------------------------ | ------- | -------------------------------- | -------------- | -------------------------------------------------------------------------------------------------- | ---- | ------------------------------------------------------------- |
| Sainte-Chapelle d'Aigueperse                                                           | Aigueperse               |         | 46° 01′ 30″ nord, 3° 12′ 18″ est | « PA00091854 » | Classé MH                                                                                          | 1862 | Sainte-Chapelle d'Aigueperse                                  |
| Chapelle de l'hôpital d'Ambert                                                         | Ambert                   |         | 45° 33′ 10″ nord, 3° 44′ 26″ est |                | |      | Image manquante Téléverser                                    |
| Chapelle de l'institut Sainte-Jeanne-d'Arc d'Ambert                                    | Ambert                   |         | 45° 32′ 55″ nord, 3° 44′ 28″ est |                | |      | Image manquante Téléverser                                    |
| Chapelle Notre-Dame de Layre                                                           | Ambert                   |         | 45° 32′ 43″ nord, 3° 44′ 43″ est |                | |      | Image manquante Téléverser                                    |
| Chapelle de Cours                                                                      | Arlanc                   |         | 45° 26′ 26″ nord, 3° 43′ 19″ est |                | |      | Image manquante Téléverser                                    |
| Chapelle Saint-Jacques de la Bosdonie                                                  | Arlanc                   |         | 45° 23′ 53″ nord, 3° 42′ 27″ est |                | |      | Image manquante Téléverser                                    |
| Chapelle Saint-Jean-François-Régis de Moranges                                         | Arlanc                   |         | 45° 24′ 16″ nord, 3° 43′ 39″ est |                | |      | Image manquante Téléverser                                    |
| Chapelle Saint-Pierre de Chassaignes-Basses                                            | Arlanc                   |         | 45° 25′ 30″ nord, 3° 44′ 31″ est |                | |      | Image manquante Téléverser                                    |
| Chapelle Saint-Roch de Chassaignes-Hautes                                              | Arlanc                   |         | 45° 25′ 06″ nord, 3° 41′ 26″ est |                | |      | Image manquante Téléverser                                    |
| Chapelle des Mineurs de la Combelle                                                    | Auzat-la-Combelle        |         | 45° 26′ 31″ nord, 3° 18′ 31″ est |                | |      | Image manquante Téléverser                                    |
| Chapelle Notre-Dame-de-la-Serre de Rouillat-Haut                                       | Aydat                    |         | 45° 40′ 46″ nord, 3° 00′ 35″ est |                | |      | Image manquante Téléverser                                    |
| Chapelle du temple                                                                     | Baffie                   |         | 45° 29′ 09″ nord, 3° 48′ 35″ est |                | |      | Image manquante Téléverser                                    |
| Chapelle Sainte-Croix de Méneyrolles                                                   | Baffie                   |         | 45° 29′ 01″ nord, 3° 49′ 29″ est |                | |      | Image manquante Téléverser                                    |
| Chapelle Saint-Martin de Beaulieu                                                      | Beaulieu                 |         | 45° 25′ 22″ nord, 3° 17′ 31″ est |                | |      | Image manquante Téléverser                                    |
| Chapelle Notre-Dame de Vassivière                                                      | Besse-et-Saint-Anastaise |         | 45° 29′ 45″ nord, 2° 50′ 56″ est | « PA00091892 » | Inscrit MH                                                                                         | 1984 | Chapelle Notre-Dame de Vassivière                             |
| Chapelle d'Anglard                                                                     | Besse-et-Saint-Anastaise |         | 45° 29′ 05″ nord, 2° 56′ 05″ est |                | |      | Chapelle d'Anglard                                            |
| Chapelle de La Villetour                                                               | Besse-et-Saint-Anastaise |         | 45° 30′ 54″ nord, 2° 55′ 18″ est |                | |      | Image manquante Téléverser                                    |
| Chapelle Saint-Roch de Combes                                                          | Besse-et-Saint-Anastaise |         | 45° 30′ 37″ nord, 2° 56′ 47″ est |                | |      | Image manquante Téléverser                                    |
| Chapelle de Montravel                                                                  | Beurières                |         | 45° 25′ 35″ nord, 3° 47′ 56″ est |                | |      | Image manquante Téléverser                                    |
| Chapelle Saint-Mary de Choupeyre                                                       | Beurières                |         | 45° 25′ 43″ nord, 3° 45′ 51″ est |                | |      | Image manquante Téléverser                                    |
| Chapelle Notre-Dame-de-Délivrance de Ceyrat                                            | Ceyrat                   |         | 45° 43′ 49″ nord, 3° 03′ 58″ est |                | |      | Image manquante Téléverser                                    |
| Chapelle funéraire de Chambon-sur-Lac                                                  | Chambon-sur-Lac          |         | 45° 34′ 18″ nord, 2° 54′ 00″ est | « PA00091940 » | Classé MH                                                                                          | 1862 | Chapelle funéraire de Chambon-sur-Lac                         |
| Chapelle Notre-Dame d'Anciat                                                           | Champeix                 |         | 45° 35′ 25″ nord, 3° 08′ 32″ est |                | |      | Image manquante Téléverser                                    |
| Chapelle de Chanonat                                                                   | Chanonat                 |         | 45° 41′ 31″ nord, 3° 08′ 32″ est |                | |      | Image manquante Téléverser                                    |
| Chapelle de Masselèbre                                                                 | Chaumont-le-Bourg        |         | 45° 27′ 01″ nord, 3° 44′ 34″ est |                | |      | Image manquante Téléverser                                    |
| Chapelle Notre-Dame-de-Pitié de Chaumont-le-Bourg                                      | Chaumont-le-Bourg        |         | 45° 26′ 59″ nord, 3° 46′ 18″ est |                | |      | Image manquante Téléverser                                    |
| Chapelle Saint-Valentin de Châteauneuf-les-Bains                                       | Châteauneuf-les-Bains    |         | 46° 01′ 09″ nord, 2° 53′ 49″ est |                | |      | Chapelle Saint-Valentin de Châteauneuf-les-Bains              |
| Chapelle Notre-Dame-du-Sacré-Cœur de Châtel-Guyon                                      | Châtel-Guyon             |         | 45° 55′ 11″ nord, 3° 04′ 01″ est |                | |      | Chapelle Notre-Dame-du-Sacré-Cœur de Châtel-Guyon             |
| Chapelle de l'ancien hôpital général de Clermont-Ferrand                               | Clermont-Ferrand         |         | 45° 46′ 49″ nord, 3° 04′ 48″ est | « PA00091997 » | Inscrit MH                                                                                         | 1977 | Chapelle de l'ancien hôpital général de Clermont-Ferrand      |
| Chapelle du Bon-Pasteur de Clermont-Ferrand                                            | Clermont-Ferrand         |         | 45° 46′ 43″ nord, 3° 05′ 20″ est |                | |      | Image manquante Téléverser                                    |
| Chapelle des Cordeliers de Clermont-Ferrand                                            | Clermont-Ferrand         |         | 45° 46′ 38″ nord, 3° 05′ 04″ est | « PA00091982 » | Inscrit MH                                                                                         | 1988 | Chapelle des Cordeliers de Clermont-Ferrand                   |
| Chapelle Notre-Dame-de-la-Merci de Clermont-Ferrand                                    | Clermont-Ferrand         |         | 45° 46′ 50″ nord, 3° 05′ 44″ est |                | |      | Chapelle Notre-Dame-de-la-Merci de Clermont-Ferrand           |
| Chapelle du couvent de Beaurepaire                                                     | Clermont-Ferrand         |         | 45° 46′ 25″ nord, 3° 04′ 35″ est | « PA00091980 » | Classé MH                                                                                          | 1919 | Chapelle du couvent de Beaurepaire                            |
| Chapelle du couvent des Carmes-Déchaux de Clermont-Ferrand                             | Clermont-Ferrand         |         | 45° 47′ 01″ nord, 3° 05′ 43″ est | « PA00091981 » | Inscrit MH                                                                                         | 1976 | Chapelle du couvent des Carmes-Déchaux de Clermont-Ferrand    |
| Chapelle de la Visitation de Clermont-Ferrand                                          | Clermont-Ferrand         |         | 45° 46′ 51″ nord, 3° 05′ 35″ est | « PA00091983 » | Inscrit MH                                                                                         | 1965 | Image manquante Téléverser                                    |
| Chapelle de l'évêché de Clermont-Ferrand                                               | Clermont-Ferrand         |         | 45° 46′ 46″ nord, 3° 05′ 16″ est | « PA63000071 » | Inscrit MH                                                                                         | 2004 | Chapelle de l'évêché de Clermont-Ferrand                      |
| Chapelle de l'Oratoire de Clermont-Ferrand                                             | Clermont-Ferrand         |         | 45° 46′ 42″ nord, 3° 05′ 22″ est |                | |      | Image manquante Téléverser                                    |
| Chapelle de l'institution Monanges de Clermont-Ferrand                                 | Clermont-Ferrand         |         | 45° 46′ 51″ nord, 3° 05′ 51″ est |                | |      | Image manquante Téléverser                                    |
| Chapelle de l'institution Saint-Alyre de Clermont-Ferrand                              | Clermont-Ferrand         |         | 45° 47′ 02″ nord, 3° 04′ 55″ est |                | |      | Image manquante Téléverser                                    |
| Chapelle des Ursulines de Montferrand                                                  | Clermont-Ferrand         |         | 45° 47′ 38″ nord, 3° 06′ 58″ est |                | |      | Chapelle des Ursulines de Montferrand                         |
| Chapelle du lycée Godefroy-de-Bouillon de Clermont-Ferrand                             | Clermont-Ferrand         |         | 45° 46′ 50″ nord, 3° 05′ 32″ est |                | |      | Image manquante Téléverser                                    |
| Chapelle du lycée Massillon de Clermont-Ferrand                                        | Clermont-Ferrand         |         | 45° 46′ 44″ nord, 3° 05′ 30″ est |                | |      | Image manquante Téléverser                                    |
| Chapelle Saint-Joseph de la congrégation des Sœurs de Saint-Joseph de Clermont-Ferrand | Clermont-Ferrand         |         | 45° 46′ 56″ nord, 3° 04′ 53″ est |                | |      | Image manquante Téléverser                                    |
| Chapelle de Bois d'Olpilière                                                           | Compains                 |         | 45° 27′ 17″ nord, 2° 55′ 36″ est |                | |      | Image manquante Téléverser                                    |
| Chapelle Saint-Mamert de Saint-Bard                                                    | Condat-en-Combraille     |         | 45° 53′ 51″ nord, 2° 33′ 54″ est |                | |      | Image manquante Téléverser                                    |
| Chapelle Sainte-Clémence de Cournols                                                   | Cournols                 |         | 45° 38′ 52″ nord, 3° 02′ 06″ est |                | |      | Image manquante Téléverser                                    |
| Chapelle Sainte-Catherine de la Barge                                                  | Courpière                |         | 45° 46′ 34″ nord, 3° 32′ 55″ est |                | |      | Image manquante Téléverser                                    |
| Chapelle de la Maison Saint-Joseph de Cunlhat                                          | Cunlhat                  |         | 45° 38′ 00″ nord, 3° 33′ 34″ est |                | |      | Image manquante Téléverser                                    |
| Chapelle Notre-Dame-de-Bon-Secours du Luminier                                         | Dore-l'Église            |         | 45° 23′ 26″ nord, 3° 44′ 10″ est |                | |      | Image manquante Téléverser                                    |
| Chapelle Notre-Dame-des-Victoires de Perissanges                                       | Dore-l'Église            |         | 45° 23′ 26″ nord, 3° 44′ 10″ est |                | |      | Image manquante Téléverser                                    |
| Chapelle de Banson                                                                     | Gelles                   |         | 45° 44′ 35″ nord, 2° 46′ 15″ est |                | |      | Image manquante Téléverser                                    |
| Chapelle de Redoux                                                                     | Grandrif                 |         | 45° 29′ 43″ nord, 3° 48′ 39″ est |                | |      | Image manquante Téléverser                                    |
| Chapelle d'Issoire                                                                     | Issoire                  |         | 45° 32′ 28″ nord, 3° 15′ 05″ est |                | |      | Image manquante Téléverser                                    |
| Chapelle Sévigné d'Issoire                                                             | Issoire                  |         | 45° 32′ 28″ nord, 3° 14′ 55″ est |                | |      | Image manquante Téléverser                                    |
| Chapelle Notre-Dame-des-Neiges de Job                                                  | Job                      |         | 45° 36′ 59″ nord, 3° 44′ 24″ est |                | |      | Chapelle Notre-Dame-des-Neiges de Job                         |
| Chapelle Saint-Roch de Ferréol                                                         | La Chaulme               |         | 45° 29′ 15″ nord, 3° 58′ 12″ est |                | |      | Image manquante Téléverser                                    |
| Chapelle Notre-Dame-de-Toutes-Grâces de La Chaulme                                     | La Chaulme               |         | 45° 27′ 56″ nord, 3° 57′ 00″ est |                | |      | Image manquante Téléverser                                    |
| Chapelle Notre-Dame de La Roche-Blanche                                                | La Roche-Blanche         |         | 45° 42′ 10″ nord, 3° 07′ 49″ est |                | |      | Image manquante Téléverser                                    |
| Chapelle de Bughes                                                                     | La Tour-d'Auvergne       |         | 45° 31′ 55″ nord, 2° 41′ 09″ est |                | |      | Image manquante Téléverser                                    |
| Chapelle Notre-Dame de Natzy de La Tour-d'Auvergne                                     | La Tour-d'Auvergne       |         | 45° 32′ 16″ nord, 2° 41′ 11″ est |                | |      | Image manquante Téléverser                                    |
| Chapelle du Broc                                                                       | Le Broc                  |         | 45° 30′ 06″ nord, 3° 14′ 38″ est |                | |      | Chapelle du Broc                                              |
| Chapelle des Fialins                                                                   | Le Vernet-Chaméane       |         | 45° 28′ 37″ nord, 3° 29′ 46″ est |                | |      | Chapelle des Fialins                                          |
| Chapelle Saint-Georges de Lezoux                                                       | Lezoux                   |         | 45° 49′ 36″ nord, 3° 22′ 44″ est | « PA00092494 » | Inscrit MH Façades et toitures, ainsi que les vestiges d'époque gothique se trouvant à l'intérieur | 1984 | Image manquante Téléverser                                    |
| Chapelle du château de Malauzat                                                        | Malauzat                 |         | 45° 50′ 54″ nord, 3° 03′ 15″ est |                | |      | Image manquante Téléverser                                    |
| Chapelle de la maison de retraite l'Ombelle de Maringues                               | Maringues                |         | 45° 55′ 20″ nord, 3° 20′ 04″ est |                | |      | Image manquante Téléverser                                    |
| Chapelle de l'ensemble scolaire Saint-Joseph de Maringues                              | Maringues                |         | 45° 55′ 18″ nord, 3° 19′ 56″ est |                | |      | Image manquante Téléverser                                    |
| Chapelle des Pénitents blancs de Marsac-en-Livradois                                   | Marsac-en-Livradois      |         | 45° 28′ 44″ nord, 3° 43′ 43″ est | « PA00092173 » | Inscrit MH                                                                                         | 1951 | Chapelle des Pénitents blancs de Marsac-en-Livradois          |
| Chapelle de Fourcheval                                                                 | Marsac-en-Livradois      |         | 45° 27′ 38″ nord, 3° 43′ 04″ est |                | |      | Image manquante Téléverser                                    |
| Chapelle Notre-Dame-de-Roche de Mayres                                                 | Mayres                   |         | 45° 23′ 02″ nord, 3° 41′ 38″ est |                | |      | Image manquante Téléverser                                    |
| Chapelle Saint-Roch de Rouaires                                                        | Mayres                   |         | 45° 23′ 38″ nord, 3° 41′ 17″ est |                | |      | Image manquante Téléverser                                    |
| Chapelle de Firminge                                                                   | Medeyrolles              |         | 45° 24′ 55″ nord, 3° 48′ 04″ est |                | |      | Image manquante Téléverser                                    |
| Chapelle de Medeyrolles                                                                | Medeyrolles              |         | 45° 24′ 27″ nord, 3° 48′ 20″ est |                | |      | Image manquante Téléverser                                    |
| Chapelle de la mine de Messeix                                                         | Messeix                  |         | 45° 36′ 54″ nord, 2° 34′ 08″ est |                | |      | Image manquante Téléverser                                    |
| Chapelle de la Conche de Mirefleurs                                                    | Mirefleurs               |         | 45° 41′ 42″ nord, 3° 13′ 31″ est |                | |      | Image manquante Téléverser                                    |
| Chapelle castrale de l'Arboulerie                                                      | Miremont                 |         | 45° 52′ 53″ nord, 2° 43′ 32″ est |                | |      | Image manquante Téléverser                                    |
| Chapelle de Miremont                                                                   | Miremont                 |         | 45° 53′ 54″ nord, 2° 43′ 05″ est |                | |      | Image manquante Téléverser                                    |
| Chapelle Saint-Julien de Saint-Julien (Puy-de-Dôme)                                    | Montaigut-le-Blanc       |         | 45° 35′ 32″ nord, 3° 06′ 07″ est |                | |      | Chapelle Saint-Julien de Saint-Julien (Puy-de-Dôme)           |
| Chapelle Sainte-Anne de Nohanent                                                       | Nohanent                 |         | 45° 48′ 33″ nord, 3° 03′ 27″ est |                | |      | Image manquante Téléverser                                    |
| Chapelle de la Croze de Nébouzat                                                       | Nébouzat                 |         | 45° 43′ 00″ nord, 2° 54′ 25″ est |                | |      | Image manquante Téléverser                                    |
| Chapelle de Recoleine                                                                  | Nébouzat                 |         | 45° 42′ 21″ nord, 2° 54′ 57″ est |                | |      | Image manquante Téléverser                                    |
| Chapelle Notre-Dame-des-Voyageurs d'Olliergues                                         | Olliergues               |         | 45° 40′ 32″ nord, 3° 37′ 56″ est |                | |      | Image manquante Téléverser                                    |
| Chapelle Saint-Pierre de Meymont                                                       | Olliergues               |         | 45° 41′ 49″ nord, 3° 35′ 45″ est |                | |      | Image manquante Téléverser                                    |
| Chapelle Notre-Dame d'Orcival                                                          | Orcival                  |         | 45° 41′ 04″ nord, 2° 50′ 44″ est |                | |      | Image manquante Téléverser                                    |
| Chapelle Notre-Dame-de-la-Route de Pont-de-Dore                                        | Peschadoires             |         | 45° 50′ 21″ nord, 3° 29′ 55″ est |                | |      | Image manquante Téléverser                                    |
| Chapelle Saint-Cosne de Pérol                                                          | Prondines                |         | 45° 45′ 53″ nord, 2° 42′ 52″ est | « PA00092253 » | Inscrit MH                                                                                         | 1982 | Image manquante Téléverser                                    |
| Chapelle de l'Éclache                                                                  | Prondines                |         | 45° 44′ 54″ nord, 2° 41′ 33″ est |                | |      | Image manquante Téléverser                                    |
| Chapelle du château de Randan                                                          | Randan                   |         | 46° 00′ 54″ nord, 3° 21′ 23″ est |                | |      | Image manquante Téléverser                                    |
| Sainte-Chapelle de Riom                                                                | Riom                     |         | 45° 53′ 41″ nord, 3° 07′ 02″ est | « IA63000444 » | |      | Sainte-Chapelle de Riom                                       |
| Chapelle Saint-Don de Riom                                                             | Riom                     |         | 45° 54′ 15″ nord, 3° 05′ 57″ est | « PA00092264 » | Classé MH                                                                                          | 1914 | Chapelle Saint-Don de Riom                                    |
| Chapelle du sanctuaire Sainte-Élidie de Mas Roussel                                    | Saint-Alyre-d'Arlanc     |         | 45° 22′ 47″ nord, 3° 38′ 37″ est |                | |      | Image manquante Téléverser                                    |
| Chapelle Sainte-Élidie de Saint-Alyre-d'Arlanc                                         | Saint-Alyre-d'Arlanc     |         | 45° 22′ 05″ nord, 3° 38′ 20″ est |                | |      | Image manquante Téléverser                                    |
| Chapelle Notre-Dame-de-Bon-Rencontre de Saint-Anthème                                  | Saint-Anthème            |         | 45° 31′ 46″ nord, 3° 55′ 08″ est |                | |      | Image manquante Téléverser                                    |
| Chapelle castrale de Saint-Diéry Bas                                                   | Saint-Diéry              |         | 45° 33′ 00″ nord, 3° 01′ 24″ est |                | |      | Chapelle castrale de Saint-Diéry Bas                          |
| Chapelle du Cheix                                                                      | Saint-Diéry              |         | 45° 32′ 39″ nord, 2° 59′ 56″ est |                | |      | Image manquante Téléverser                                    |
| Chapelle Saint-Aubin de Saint-Genès-Champanelle                                        | Saint-Genès-Champanelle  |         | 45° 44′ 59″ nord, 2° 59′ 27″ est |                | |      | Chapelle Saint-Aubin de Saint-Genès-Champanelle               |
| Chapelle Sainte-Agathe de Berzet                                                       | Saint-Genès-Champanelle  |         | 45° 43′ 28″ nord, 3° 02′ 42″ est |                | |      | Image manquante Téléverser                                    |
| Chapelle de Lignat                                                                     | Saint-Georges-sur-Allier |         | 45° 42′ 47″ nord, 3° 15′ 47″ est |                | |      | Image manquante Téléverser                                    |
| Chapelle de Cistrières                                                                 | Saint-Germain-l'Herm     |         | 45° 26′ 48″ nord, 3° 32′ 17″ est |                | |      | Image manquante Téléverser                                    |
| Chapelle du Sacré-Cœur de Contournat                                                   | Saint-Julien-de-Coppel   |         | 45° 41′ 58″ nord, 3° 17′ 32″ est |                | |      | Image manquante Téléverser                                    |
| Chapelle Saint-Sébastien de Roche                                                      | Saint-Julien-de-Coppel   |         | 45° 41′ 02″ nord, 3° 19′ 09″ est |                | |      | Chapelle Saint-Sébastien de Roche                             |
| Chapelle de Chassagnolles                                                              | Saint-Just               |         | 45° 28′ 47″ nord, 3° 48′ 30″ est |                | |      | Image manquante Téléverser                                    |
| Chapelle de Vareille                                                                   | Saint-Just               |         | 45° 27′ 17″ nord, 3° 49′ 12″ est |                | |      | Image manquante Téléverser                                    |
| Chapelle du Cros                                                                       | Saint-Just               |         | 45° 26′ 35″ nord, 3° 49′ 08″ est |                | |      | Image manquante Téléverser                                    |
| Chapelle Saint-Martin de Saint-Martin-des-Olmes                                        | Saint-Martin-des-Olmes   |         | 45° 31′ 53″ nord, 3° 48′ 03″ est |                | |      | Image manquante Téléverser                                    |
| Chapelle des Baigneurs de Bains-d'en-bas                                               | Saint-Nectaire           |         | 45° 34′ 45″ nord, 2° 59′ 46″ est |                | |      | Chapelle des Baigneurs de Bains-d'en-bas                      |
| Chapelle Saint-Rémy de Saint-Rémy (Puy-de-Dôme)                                        | Saint-Rémy-de-Chargnat   |         | 45° 30′ 42″ nord, 3° 19′ 10″ est |                | |      | Image manquante Téléverser                                    |
| Chapelle Sainte-Magdeleine de Saint-Saturnin                                           | Saint-Saturnin           |         | 45° 39′ 37″ nord, 3° 05′ 37″ est | « PA00092387 » | Classé MH                                                                                          | 1929 | Chapelle Sainte-Magdeleine de Saint-Saturnin                  |
| Chapelle désaffectée du collège Saint-Joseph de Saint-Saturnin                         | Saint-Saturnin           |         | 45° 39′ 42″ nord, 3° 05′ 36″ est |                | |      | Image manquante Téléverser                                    |
| Chapelle Notre-Dame-de-la-Paix de Lavelle                                              | Saint-Vincent            |         | 45° 33′ 24″ nord, 3° 07′ 17″ est |                | |      | Chapelle Notre-Dame-de-la-Paix de Lavelle                     |
| Chapelle de Brionnet                                                                   | Saurier                  |         | 45° 31′ 43″ nord, 3° 03′ 32″ est | « PA00092404 » | Inscrit MH                                                                                         | 1939 | Chapelle de Brionnet                                          |
| Chapelle de Sauvessannelle                                                             | Sauvessanges             |         | 45° 24′ 20″ nord, 3° 51′ 54″ est |                | |      | Image manquante Téléverser                                    |
| Chapelle Notre-Dame-de-Bon-Secours de la Vialle                                        | Sauvessanges             |         | 45° 23′ 38″ nord, 3° 52′ 27″ est |                | |      | Image manquante Téléverser                                    |
| Chapelle Notre-Dame-du-Bois de Sauxillanges                                            | Sauxillanges             |         | 45° 33′ 04″ nord, 3° 22′ 24″ est | « PA00092415 » | Inscrit MH                                                                                         | 1971 | Chapelle Notre-Dame-du-Bois de Sauxillanges                   |
| Chapelle castrale de Chateau d'Aulteribe                                               | Sermentizon              |         | 45° 46′ 29″ nord, 3° 29′ 57″ est |                | |      | Image manquante Téléverser                                    |
| Chapelle de Sermentizon                                                                | Sermentizon              |         | 45° 45′ 48″ nord, 3° 30′ 04″ est |                | |      | Image manquante Téléverser                                    |
| Chapelle de la Clôtra                                                                  | Thiers                   |         | 45° 51′ 12″ nord, 3° 32′ 55″ est | « PA00092426 » | Inscrit MH Façade occidentale                                                                      | 1979 | Chapelle de la Clôtra                                         |
| Chapelle Saint-Roch de Thiers                                                          | Thiers                   |         | 45° 51′ nord, 3° 32′ est         |                | |      | Chapelle Saint-Roch de Thiers                                 |
| Chapelle des sœurs de Nevers de Thiers                                                 | Thiers                   |         | 45° 51′ nord, 3° 32′ est         |                | |      | Chapelle des sœurs de Nevers de Thiers                        |
| Chapelle de La Chapelle-d'Andelot                                                      | Vensat                   |         | 46° 03′ 52″ nord, 3° 09′ 23″ est | « PA00092457 » | Classé MH                                                                                          | 1925 | Chapelle de La Chapelle-d'Andelot                             |
| Chapelle Notre-Dame de la Visitation de Veyre                                          | Veyre-Monton             |         | 45° 40′ 24″ nord, 3° 10′ 20″ est |                | |      | Image manquante Téléverser                                    |
| Chapelle de l'institut médico-éducatif de Veyre                                        | Veyre-Monton             |         | 45° 40′ 26″ nord, 3° 10′ 32″ est |                | |      | Image manquante Téléverser                                    |
| Sainte-Chapelle de Vic-le-Comte                                                        | Vic-le-Comte             |         | 45° 38′ 34″ nord, 3° 14′ 47″ est | « PA00092460 » | Classé MH                                                                                          | 1840 | Sainte-Chapelle de Vic-le-Comte                               |
| Chapelle du mausolée Hector Granet de Viverols                                         | Viverols                 |         | 45° 26′ 09″ nord, 3° 53′ 18″ est |                | |      | Image manquante Téléverser                                    |
| Chapelle Notre-Dame de Buron                                                           | Yronde-et-Buron          |         | 45° 37′ 00″ nord, 3° 14′ 41″ est |                | |      | Chapelle Notre-Dame de Buron                                  |
| Chapelle Notre-Dame-de-Font-Sainte d'Égliseneuve-d'Entraigues                          | Égliseneuve-d'Entraigues |         | 45° 24′ 07″ nord, 2° 49′ 15″ est |                | |      | Chapelle Notre-Dame-de-Font-Sainte d'Égliseneuve-d'Entraigues |
| Chapelle de Malval                                                                     | Églisolles               |         | 45° 27′ 36″ nord, 3° 52′ 01″ est |                | |      | Image manquante Téléverser                                    |
| Chapelle d'Églisolles                                                                  | Églisolles               |         | 45° 27′ 16″ nord, 3° 53′ 05″ est |                | |      | Image manquante Téléverser                                    |
| Chapelle Saint-Léger des Planches                                                      | Églisolles               |         | 45° 27′ 11″ nord, 3° 52′ 38″ est |                | |      | Image manquante Téléverser                                    |